# Sulfametoksazol
Súlfametoksazól (okrajšano SMZ ali SMX) je srednjedolgodelujoči sulfonamid za zdravljenje okužb sečil, dihal in prebavil. Pogosto se uporablja v obliki kotrimoksazola (kombinacija sulfametoksazola in trimetoprima).

## Mehanizem delovanja
Sulfonamidi so strukturni analogi in kompetitivni antagonisti 4-aminobenzojske kisline (PABA). Zavirajo normalno bakterijsko uporabo 4-aminobenzojske kisline, ki je potrebna za sintezo folne kisline, pomembnega presnovka v sintezi DNK. Bakterijski encim dihidropteroat-sintetaza pretvarja PABA v folat, sulfonamidi pa s PABA tekmujejo za vezavo na ta encim. Trimetoprim, ki se pogosto kombinira s sulfametoksazolom, pa zavira naslednjo stopnjo iste presnovne poti, in sicer pretvorbo folata v tetrahidrofolat, pri čemer sodeluje encim dihidrofolat-reduktaza. Obe učinkovini delujeta bakteriostatično (zavirata rast bakterij, a jih ne ubijeta).

## Indikacije
Sulfametoksazol se uporablja pri zdravljenju malarije (v kombinaciji s kininijevim sulfatom ali pirimetaminom), konjuktivitisa, ki ga povzročajo klamidije, toksoplazmoze (v kombinaciji s pirimetaminom) in okužb sečil. Nekoč se je uporabljal pogosto, danes pa je zaradi razvoja bakterijske odpornosti proti temu zdravilo le redko uporabljan v samostojnem zdravljenju. Najpogosteje se uporablja v kombinaciji s trimetoprimom.

## Neželeni učinki
Blagi do zmerni neželeni učinki so siljenje na bruhanje in bruhanje, glavobol in depresija. Pojavi se lahko tudi cianoza zaradi methemoglobinemije. Sulfametoksazol pa lahko – kot vsi sulfonamidni antibiotiki – povzroči tudi hude neželene učinke. Hudi neželeni učinki, ki zahtevajo prekinitev zdravljenja, so hepatitis, preobčutljivostna reakcija, zaviranje delovanja kostnega mozga in kristalurija.